# 여러 고리 방향족 탄화수소
여러 고리 방향족 탄화 수소(영어: polycyclic aromatic hydrocarbon ,PAH) 또는 다환 방향족 탄화수소(多環芳香族炭化水素)는 방향족 탄화 수소중 여러 개의 고리를 가진 화합물을 말한다. 대부분 벤젠 고리들이 붙어서 이루어지지만, 아줄렌은 예외적으로 벤젠 고리가 존재하지 않는다.

## 클라르 규칙
독일의 화학자 에리히 클라르가 만든 규칙으로 공명구조를 그릴 수 있는 벤젠고리가 많을 수록 방향족성이 크고 안정하다는 규칙이다.
|              |            |          |
| Phenanthrene | Anthracene | Chrysene |

## 건강 문제
여러 고리 방향족 탄화 수소들은 신체에서 산화되어 극성 작용기가 부가되면 DNA와 결합하여 돌연변이를 일으키는 발암물질로 작용한다.

## 같이 보기
- 그래핀